# محمد ربیو
محمد ربیو (انگلیسی: Mohammed Rabiu؛ زادهٔ ۳۱ دسامبر ۱۹۸۹) یک بازیکن فوتبال اهل غنا است.
وی همچنین در تیم ملی فوتبال غنا بازی کرده‌است.